# Știe carte băiatu lui Papuca!...
Știe carte băiatu lui Papuca!... este o operă literară scrisă de Ion Luca Caragiale. 